# لیدیا تورپ
لیدیا آلما تورپ (متولد ۱۹۷۳) یک سیاستمدار مستقل بومی استرالیایی است. او از سال ۲۰۲۰ سناتور ویکتوریا بوده و اولین سناتور بومی این ایالت است. او تا هنگامی که به دلیل اختلاف نظر در مورد پیشنهاد صدای بومیان به پارلمان حزب را ترک کرد (مصادف با فوریه ۲۰۲۳)، عضو حزب سبزهای استرالیا بود. او با این اتفاق به یکی از چهره‌های پیشرو در «کمپین نه» برای همه‌پرسی صدای بومیان در اکتبر ۲۰۲۳ تبدیل شد. وی در سنا همچنین از ژوئن تا اکتبر ۲۰۲۲ به عنوان معاون رهبر حزب سبز فعالیت داشت.
تورپ پیش از این عضو پارلمان ویکتوریا بوده است و در ۱۸ نوامبر ۲۰۱۷ با پیروزی در انتخابات میان دوره‌ای ایالت نورث‌کوت، تبدیل به اولین زن بومی شد که برای پارلمان این ایالت انتخاب شده بود و همچنین از سال ۲۰۱۷ تا ۲۰۱۸ به عنوان عضوی برای تقسیم نورث‌کوت در مجلس قانون‌گذاری فعالیت کرد.
تورپ به خاطر حمایت از جنبش حاکمیت بلک و انتقاد از مشروعیت نهادهای سیاسی استرالیا که به نظر او ناشی از استعمار است، مورد توجه رسانه‌ها قرار گرفته است.